# Jung Woong-in
Đây là một tên người Triều Tiên, họ là Jung.
Jung Woong-in (sinh 20 tháng 1 năm 1971) là một nam diễn viên người Hàn Quốc.

## Đóng phim

### Phim truyền hình
- Yong-pal (SBS, 2015)
- Splendid Politics (MBC, 2015)
- Pinocchio (SBS, 2014) (khách mời, tập 2)
- Love in Memory 2 - Dad's Notes (Daum Storyball mobile drama, 2014)
- Potato Star 2013QR3 (tvN, 2014) (khách mời, tập 15)
- Hoàng hậu Ki (MBC, 2013)
- Drama Special "Happy! Rose Day" (KBS2, 2013)
- Đôi tai ngoại cảm (SBS, 2013)
- SOS - Save Our School (Drama Special Series - KBS2, 2012)
- Amore Mio (Drama Special Series - KB2, 2012)[2]
- Ojakgyo Family (KBS2, 2011-2012)
- The King of Legend (KBS1, 2010-2011)
- Coffee House (SBS, 2010)[3]
- High Kick Through the Roof (MBC, 2009-2010) (khách mời, tập 103)[4]
- Three Men (tvN, 2009)
- Queen Seondeok (MBC, 2009)[5]
- The Last Scandal of My Life (MBC, 2008)[6]
- Moon Hee (MBC, 2007)
- Rude Women (MBC, 2006)
- Hong Guk-young (MBC, 2001)
- Because of You (MBC, 2000)
- Three Friends (MBC, 2000)
- Kuk-hee (MBC, 1999)
- Wave (SBS, 1999)
- Eun-shil (SBS, 1998)
- White Nights 3.98 (SBS, 1998)
- Soonpoong Clinic (SBS, 1998)
- Yesterday (MBC, 1997)
- 천일야화 (SBS, 1996)

### Chương trình khác
- Dad! Where Are We Going? (MBC, 2014)[7][8]

## Sân khấu
- University of Laughs (2010)[9]
- Dandelions in the Wind (2009)[1]

## Giải thưởng
- 2014 SBS Drama Awards: Special Acting Award, Actor in a Serial Drama (Endless Love)
- 2014 MBC Entertainment Awards: PD Award (Dad! Where Are We Going?)
- 2013 SBS Drama Awards: Special Acting Award, Actor in a Miniseries (I Can Hear Your Voice)[10]
- 2013 APAN Star Awards: Acting Award, Actor (I Can Hear Your Voice)
- 2013 Korea Drama Awards: Nam diễn viên xuất sắc (I Can Hear Your Voice)
- 2011 KBS Drama Awards: Diễn viên phụ xuất sắc (Ojakgyo Family)[11]
- 1999 SBS Drama Awards: Diễn viên mới xuất sắc (Eun-shil)